# Narlıdere (district)
Narlıdere is een Turks district in de provincie İzmir en telt 61.455 inwoners (2007). Het district heeft een oppervlakte van 64,03 km².
De bevolkingsontwikkeling van het district is weergegeven in onderstaande tabel.

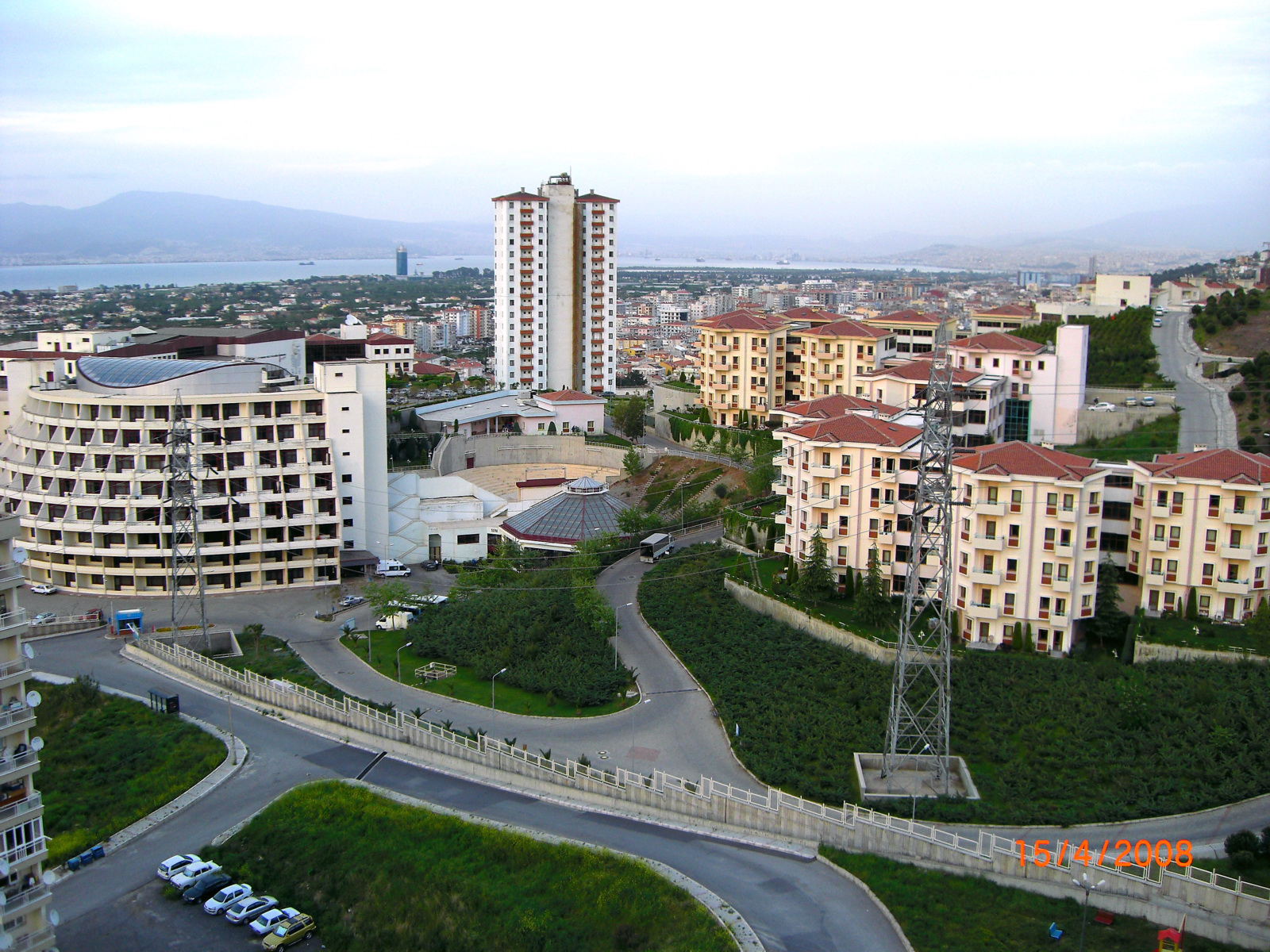
Verpleeghuis Narlidere

| 1997   | 2000   | 2007   |
| ------ | ------ | ------ |
| 42.311 | 54.107 | 61.455 |

Aliağa · Balçova · Bayraklı · Bayındır · Bergama · Beydağ · Bornova · Buca · Çeşme · Çiğli · Dikili · Foça · Gaziemir · Güzelbahçe · Karabağlar · Karaburun · Karşıyaka · Kemalpaşa · Kınık · Kiraz · Konak · Menderes · Menemen · Narlıdere · Ödemiş · Seferihisar · Selçuk · Tire · Torbalı · Urla